# Skai Jackson
Skai Jackson (Nova Iorque, 8 de abril de 2002) é uma atriz norte-americana. Destacou-se pela primeira vez por interpretar Zuri Ross, da série Jessie e Bunk d, do Disney Channel.

## Biografia e vida artística
Skai Jackson nasceu na cidade de Nova Iorque em 8 de abril de 2002. Começou sua carreira como modelo, atuando em vários comerciais nacionais, inclusive para a marca Band-Aid.
Seu primeiro papel notável foi no filme Kid Liberty em 2007. Logo depois, participou de outros filmes como Rescue Me e The Rebound. Em 2009, fez parte do elenco da série Bubble Guppies, da Nickelodeon. Entre 2010 e 2011, estrelou nas séries de televisão Team Umizoomi, Royal Pains e Boardwalk Empire e teve papéis de pequeno porte nos filmes Arthur e Os Smurfs.
Em 2011, foi escalada para interpretar Zuri Ross na série Jessie, do Disney Channel. Em 2014, integrou o elenco de dublagem do crossover entre a série animada Ultimate Spider-Man, do Disney XD e a série Jessie. Atualmente interpreta a mesma personagem, Zuri Ross, na série Bunk'd, um spin-off de Jessie.

## Filmografia

### Televisão
| Ano       | Título                           | Papel               | Notas                                                      |
| --------- | -------------------------------- | ------------------- | ---------------------------------------------------------- |
| 2008      | Rescue Me                        | Garota              | Curta-metragem                                             |
| 2009      | Bubble Guppies                   | Pequeno Peixe (voz) | 1ª e 2ª temporadas                                         |
| 2010      | Umizoomi                         | Kayla               | Episódio: "The Rolling Toy Parade"                         |
| 2010      | Royal Pains                      | Maddie Phillips     | Episódio: "Big Whoop"                                      |
| 2011      | Boardwalk Empire                 | Aneisha             | Episódio: "What Does the Bee Do?"                          |
| 2011-2015 | Dora the Explorer                | Isa a Iguana        | Personagem recorrente                                      |
| 2011-2015 | Jessie                           | Zuri Ross           | Elenco principal                                           |
| 2012      | Austin & Ally                    | Zuri Ross           | (Temporada 2, Episódio 1); Crossover de 1 hora com Jessie  |
| 2013      | Good Luck, Charlie!              | Zuri Ross           | (Temporada 4, Episódio 17); Crossover de 1 hora com Jessie |
| 2014      | Ultimate Homem-Man: Web Warriors | Zuri Ross           | (Temporada 3, Episódio 13); Crossover com Jessie (Voz)     |
| 2015-2018 | Bunk'd                           | Zuri Ross           | Elenco principal; Spin-off de Jessie                       |
| 2015      | K.C. Undercover                  | Zuri Ross           | (Temporada 1, Episódio 23)                                 |

### Cinema
| Ano  | Título                       | Papel                      | Notas              |
| ---- | ---------------------------- | -------------------------- | ------------------ |
| 2007 | Liberty Kid                  | Lulu (com 3 anos de idade) | Filme independente |
| 2009 | The Rebound                  | Garota no Museu 1          | Longa-metragem     |
| 2011 | Arthur                       | Pequena garota             | Não creditada      |
| 2011 | The Smurfs                   | Garota                     |                    |
| 2013 | The Watsons go to Birmingham | Joetta Watson              | Filme              |
| 2013 | G.I. Joe: Retaliation        | Filha do Roadblock         |                    |
| 2014 | My Dad's a Soccer Mom        | Lacy Casey                 | Filme              |